# Дни воинской славы и памятные даты России

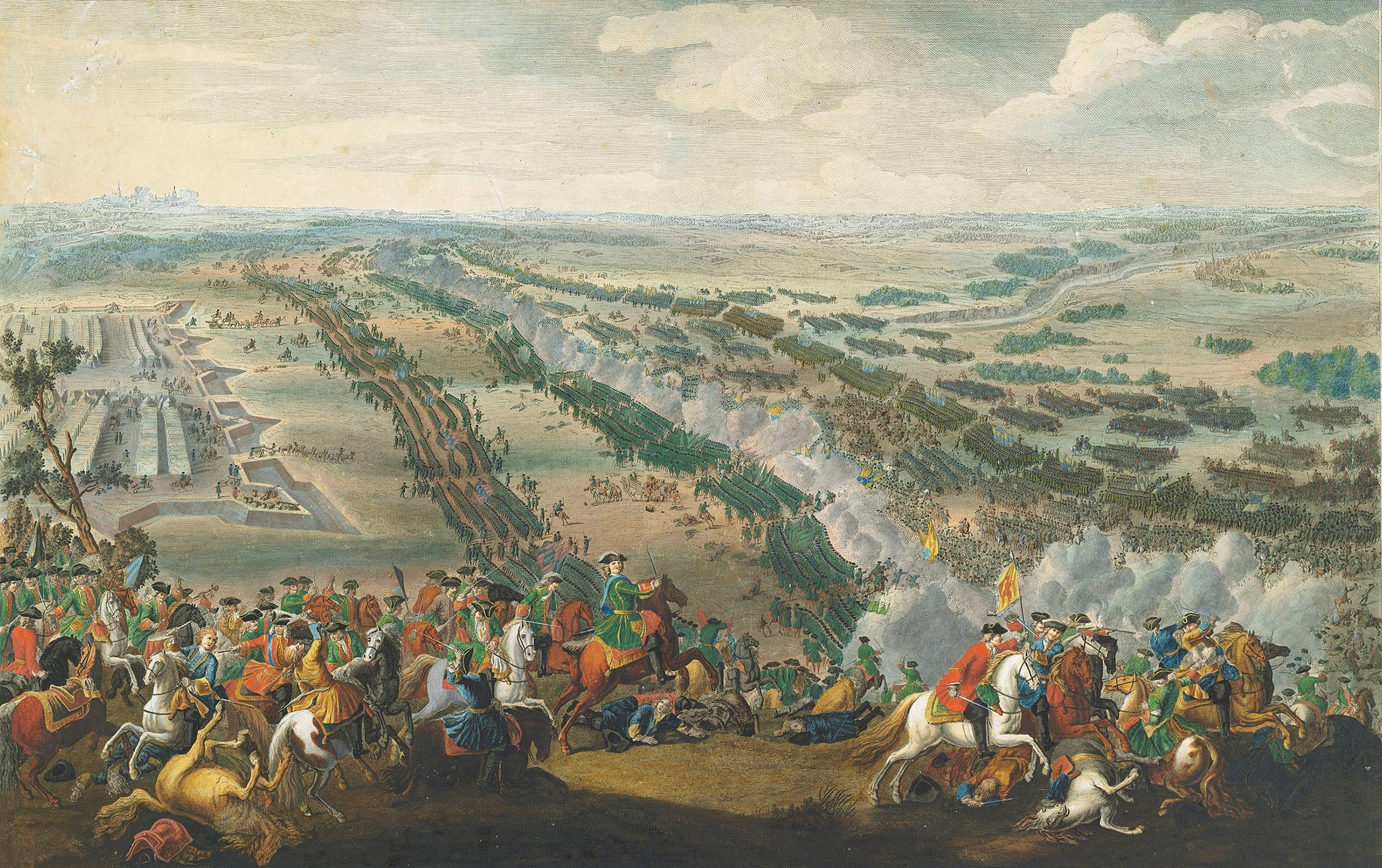
Денис Мартен. Полтавская битва (1726)

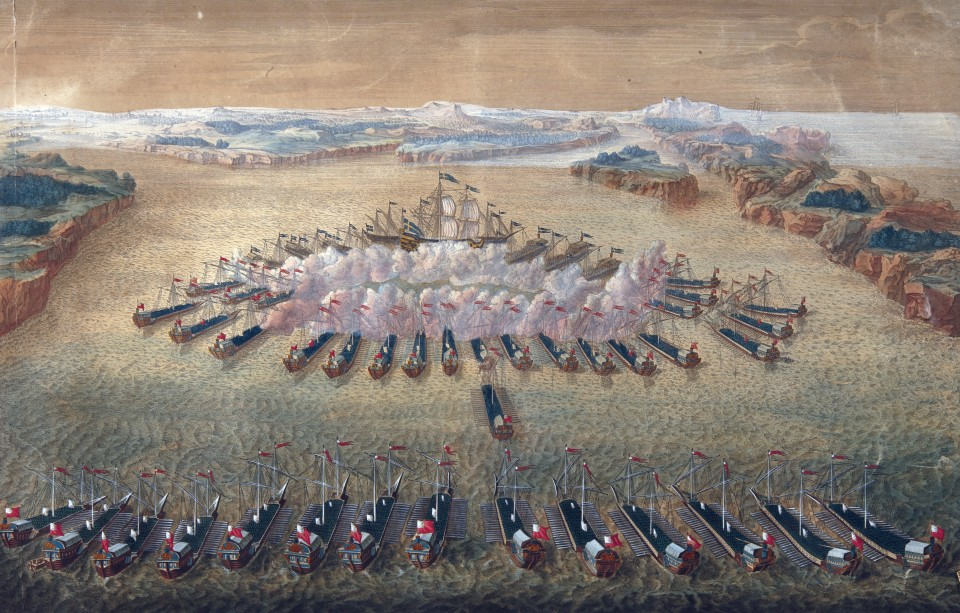
Гангутское сражение. Гравюра Маврикия Бакуа

Памятные даты России и другие праздники см. в статье Праздники России.
Дни воинской славы России (Дни славы русского оружия) — памятные дни России в ознаменование побед российских (в том числе русских, советских) войск, которые сыграли решающую роль в истории России.
Первоначальный перечень дней воинской славы был установлен в феврале 1995 года Федеральным законом «О днях воинской славы (победных днях) России». В период с 2004 по 2020 год в него вносились поправки, в том числе изменилось наименование закона.
Памятные даты России были введены в 2005 году и отмечают другие важнейшие события в жизни государства и общества, достойные быть увековеченными в народной памяти.
Перечень этих дней и дней воинской славы установлен Федеральным законом «О днях воинской славы и памятных датах России».
Закон предусматривает проведение в дни воинской славы торжественных мероприятий в войсках, а по памятным датам — публичные мероприятия. Министерству обороны предписано проводить 23 февраля и 9 мая ежегодные праздничные салюты. Финансирование этих мероприятий ложится на федеральный бюджет.
Кроме того, закон предусматривает ряд других форм увековечения памяти воинов: создание музеев, установка памятников, организация выставок и публикаций в СМИ, присвоение их имён населённым пунктам, улицам, воинским частям и кораблям, сохранение и обустройство территории, связанной с подвигом.

## Дни воинской славы
В Российской Федерации установлены следующие дни воинской славы России:
- 27 января — День полного освобождения Ленинграда от фашистской блокады (1944 год);
- 2 февраля — День разгрома советскими войсками немецко-фашистских войск в Сталинградской битве (1943 год);
- 23 февраля — День защитника Отечества;
- 18 апреля — День победы русских воинов князя Александра Невского над немецкими рыцарями на Чудском озере (Ледовое побоище, 1242 год)[2];
- 9 мая — День Победы Советского народа в Великой Отечественной войне 1941—1945 годов (1945 год);
- 12 мая — День победного завершения советскими войсками Крымской наступательной операции (1944 год);
- 7 июля — День победы русского флота над турецким флотом в Чесменском сражении (1770 год);
- 10 июля — День победы русской армии под командованием Петра Первого над шведами в Полтавском сражении (1709 год)[3];
- 9 августа — День первой в российской истории морской победы русского флота под командованием Петра Первого над шведами у мыса Гангут (1714 год)[4];
- 23 августа — День разгрома советскими войсками немецких войск в Курской битве (1943 год);
- 3 сентября — День Победы над милитаристской Японией и окончания Второй мировой войны (1945 год)[5];
- 8 сентября — День Бородинского сражения русской армии под командованием М. И. Кутузова с французской армией (1812 год)[6];
- 11 сентября — День победы русской эскадры под командованием Ф. Ф. Ушакова над турецкой эскадрой у мыса Тендра (1790 год)[7];
- 21 сентября — День победы русских полков во главе с великим князем Дмитрием Донским над монголо-татарскими войсками в Куликовской битве (1380 год)[8];
- 9 октября — День разгрома советскими войсками немецко-фашистских войск в битве за Кавказ (1943 год)[9];
- 4 ноября — День народного единства (в честь взятия воинами народного ополчения под предводительством нижегородского старосты Кузьмы Минина и князя Дмитрия Пожарского штурмом Китай-города[10])[11];
- 7 ноября — День проведения военного парада на Красной площади в городе Москве в ознаменование двадцать четвёртой годовщины Великой Октябрьской социалистической революции (1941 год);
- 1 декабря — День победы русской эскадры под командованием П. С. Нахимова над турецкой эскадрой у мыса Синоп (1853 год)[12];
- 5 декабря — День начала контрнаступления советских войск против немецко-фашистских войск в битве под Москвой (1941 год);
- 24 декабря — День взятия турецкой крепости Измаил русскими войсками под командованием А. В. Суворова (1790 год)[13].

## Памятные даты
- 25 января — День российского студенчества (в честь подписания указа об открытии Московского университета[14], в действительности 12 (23) января 1755 года);
- 15 февраля — День памяти о россиянах, исполнявших служебный долг за пределами Отечества;
- 13 марта — День воссоединения Крыма с Россией (в честь аннексии Крыма в 2014 году);
- 12 апреля — День космонавтики;
- 19 апреля — День принятия Крыма, Тамани и Кубани в состав Российской империи (1783 год);
- 26 апреля — День участников ликвидации последствий радиационных аварий и катастроф и памяти жертв этих аварий и катастроф;
- 27 апреля — День российского парламентаризма (в честь дня начала работы Государственной думы[15], в действительности 27 апреля [10 мая] 1906 года);
- 22 июня — День памяти и скорби — день начала Великой Отечественной войны (1941 год);
- 29 июня — День партизан и подпольщиков;
- 28 июля — День Крещения Руси (в день памяти святого равноапостольного великого князя Владимира — крестителя Руси[16], в действительности князь Владимир скончался 15 июля 1015 года (так как даты юлианского календаря до 1582 года не пересчитываются в даты григорианского календаря, дата соответствует 15 июля по григорианскому календарю);
- 1 августа — День памяти российских воинов, погибших в Первой мировой войне 1914—1918 годов;
- 3 сентября — День солидарности в борьбе с терроризмом;
- 30 сентября — День воссоединения Донецкой Народной Республики, Луганской Народной Республики, Запорожской области и Херсонской области с Россией (в честь аннексии четырёх областей Украины в 2022 году);
- 7 ноября — День Октябрьской революции 1917 года;
- 21 ноября — День Военной присяги;
- 3 декабря — День Неизвестного Солдата;
- 9 декабря — День Героев Отечества (в честь учреждения Ордена Святого Георгия[17], в действительности 26 ноября (7 декабря) 1769 года);
- 12 декабря — День Конституции Российской Федерации.

## Особенности
Дни воинской славы и памятные даты, связанные с событиями, произошедшими до введения в России григорианского календаря в 1918 году, в законе «О днях воинской славы и памятных датах России» установлены таким образом, что разница между датой сражения по старому стилю и днём его памяти всегда составляет 13 дней, что соответствует разнице между старым и новым стилями, какую они имеют в XX—XXI веках. Тогда как григорианское летосчисление в момент появления отличалось от юлианского только на 10 дней, с постепенным нарастанием разницы до 11, затем 12 и, в последующем 13 дней. По этой причине установленные законом дни воинской славы несколько отличаются от дат соответствующих событий (по григорианскому календарю), принятых в исторической науке, учитывающей фактическую разницу между юлианским и григорианским календарями в разные исторические периоды, произошедшие после 15 октября 1582 года по григорианскому календарю. Исключение составляют: День воинской славы, посвящённый Чесменскому сражению, введённый в 2012 году, — тут разница составляет 11 дней, что соответствует разнице между старым и новым стилем в XVIII веке; День принятия Крыма, Тамани и Кубани в состав Российской империи, введённый в 2018 году, — разница также составляет 11 дней; дата Дня российского парламентаризма, введённого в 2012 году в честь образования Государственной думы в 1906 году, в законе установлена 27 апреля по григорианскому календарю, хотя дата начала работы Государственной Думы — 27 апреля по юлианскому календарю.
С датами Ледового побоища и Куликовской битвы ситуация в определённом смысле отличается в плане соотношения юлианской и григорианской датировок. В 1242 и 1380 годах не существовало понятий «старый» и «новый стиль» (так как не был ещё введён григорианский календарь) и в исторической науке не принято переводить эти даты в даты григорианского календаря. В законе это обстоятельство проигнорировано (в соответствии опять-таки с принципом использования юлианского летосчисления для датировки событий).
Даты закона были установлены с учётом мнения РПЦ, использующей юлианский календарь и заинтересованной в сохранении традиции празднования годовщин событий в дни соотносимых с ними церковных праздников. Поэтому были сохранены даты событий по юлианскому календарю, пересчитанные в даты григорианского календаря прибавкой к ним поправки в 13 дней.
В результате государственный закон устанавливает празднование части памятных военных событий по юлианскому календарю, лишь соотнеся их с теми числами григорианского, на который они приходятся в XX—XXI веках.
Точная дата Крещения Руси неизвестна. День Крещения Руси отмечается в день памяти святого равноапостольного великого князя Владимира.

## Неутверждённые даты
- 11 ноября 1480 года — в результате Стояния на Угре Русское государство стало независимым от Орды. Законопроект, предлагающий дополнить перечень дней воинской славы и памятных дат России Днем окончания Великого стояния на реке Угре, был внесен в Госдуму правительством Калужской области. Предложение было поддержано Российской академией наук, Общественной палатой, Синодом РПЦ, Министерством культуры, Минобороны России[26]. Но власти республики Татарстан выступили против этого предложения и памятная дата не была утверждена[27].